# 隆加罗内
隆加罗内（義大利語：Longarone），是意大利威尼托大区贝卢诺省的一个市镇。总面积103平方公里，人口4047人，人口密度39.3人/平方公里（2009年）。国家统计（ISTAT）代码为025031。

## 洪災
1963年10月9日，隆加羅內鎮附近蒙特托克山上的瓦伊昂大壩發生山體滑落，導致水庫水體溢出大壩，大量水與泥沙衝入了小鎮導致該鎮幾乎所有建築都遭到沖毀，並造成該鎮約有1600人死亡，約佔當時該鎮人口的1/3。
事後調查委員會指出，大坝在建设时就没有认真调查过附近的地质，并经过计算认为山体滑落后果不会严重，在山体滑落前反而认为可以通过手动控制水深让山体主动滑落。最终实际的山体滑落远超规模，导致悲剧发生。
1971年3月25日拉奎拉最高上訴法院判處大壩管理方有罪。